# Уазани, Сабрина
Сабрина Уазани (фр. Sabrina Ouazani; родилась 6 декабря 1988 года, Сен-Дени, Сен-Сен-Дени, Иль-де-Франс, Франция) — французская актриса алжирского происхождения. Наиболее известна ролью Фриды в фильме «Увёртка».

## Биография

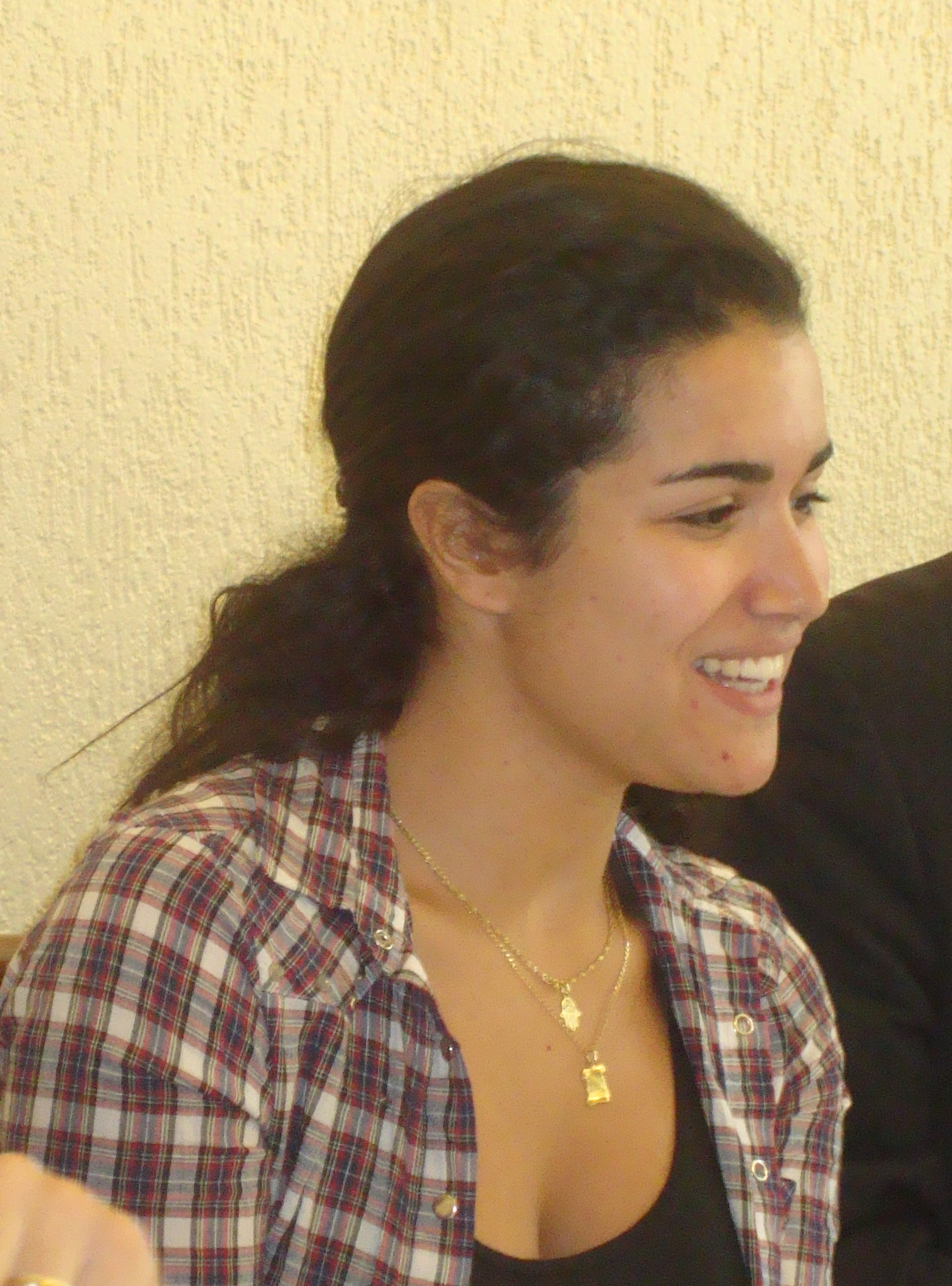
Актриса в Ла-Курнёве (май 2010).

Родилась в семье эмигрантов из Алжира, перебравшейся во Францию в 1984 году. У Сабрины есть старший брат Джамель, 1986 года рождения, и младшая сестра Сара, 1995 года рождения.
Приняв участие вместе со своей матерью в кастинге фильма «Увёртка», Сабрина Уазани обратила на себя внимание режиссёра Абделатифа Кешиша. За исполнение роли Фриды в этом фильме, свою первую роль в кино, она в 2005 году была номинирована на премию «Сезар» самой многообещающей актрисе.
Уазани закончила экономический и социальный бакалавриат и получила степень в сфере истории, но не стала поступать в школу журналистики, потому что решила целиком сосредоточиться на карьере в кино. С 2012 года она занимается цирковыми искусствами.
В возрасте 20 лет её женихом становится актёр Ясмин Бельмади, но 18 июля 2009 года он погиб в результате дорожно-транспортного происшествия в Париже: «На протяжении многих лет мне удалось превратить эту печаль в силу». В память о женихе Сабрина и её семья создают «Ассоциацию Ясмина Бельмади — Дети Рая» (фр. Association Yasmine Belmadi – Les enfants du paradis), которая помогает юным талантам.

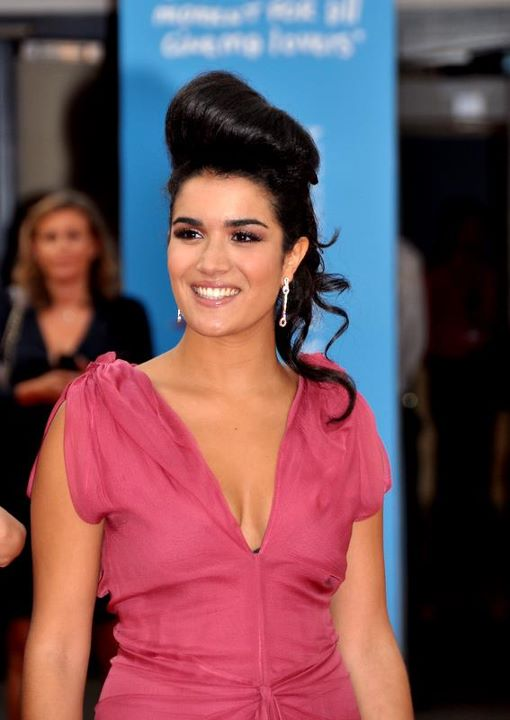
Сабрина Уазани на Фестивале американском кино в Довиле (2011).

## Карьера
Следующими после «Увёртки» заметными работами Уазани стали съёмки в драме 2009 года «Прощай, Гари» Нассима Амауша, психологическом триллере 2010 года «Люди и боги» Ксавье Бовуа и в драме 2011 года «Источник» Раду Михайляну. Но самого большого успеха актриса добилась снявшись в комедии 2010 года «Всё то, что сверкает» Жеральдин Накаш и Эрве Мимрана, что позволило ему перейти на более крупные проекты.
В 2012 году Сабрина появилась в драме «Иншалла» Анаис Барбо-Лавалетт (Jutra Award как лучшая актриса второго плана и номинация на Genie Award за лучшую работы актрисы второго плана) и в комедийном детективе «Шутки в сторону» Давида Шарона. В 2013 году она сыграла в комедии «Мохамед Дюбуа» Эрнесто Оньи и драме «Прошлое» иранского режиссёра Асгара Фархади (был хорошо встречен критиками и отмечен многочисленными премиями и номинациями).
Чтобы сняться у Фархади, Сабрине пришлось постараться. Уазани была поклонницей таланта иранского режиссёра, его фильм «Развод Надера и Симин» она посмотрела в кинотеатрах трижды. Неудивительно, что Сабрина, узнав, что Фархади будет снимать фильм во Франции, то подумала: «сейчас или никогда». Проблема была в том, что режиссёру была нужна для роли нелегальной иммигрантки из Ирана непрофессиональная исполнительница в возрасте около двадцати лет с сильным иранским акцентом. Единственное, что могла актриса пообещать режиссёру — поработать над своей дикцией.
В 2014 году Сабрина снялась в трёх фильмах, во второстепенной роль в драме «Выбившись из сил» Оливье Паншо, франко-алжирской драме «Оранцы» Лье Салема, и, наконец, в дебюте Абда аль-Малика, комедии «Пусть Аллах благословит Францию!».
В 2015 году Уазани снялась во французском боевике «Антиганг» Бенджамина Роше, где её партнёром был Жан Рено. Она также участвует в коллективном проекте Imagine Paris, посвящённому жертвам терактов в Париже 13 ноября 2015 года.
В 2016 году Сабрина сыграла в комедии «Мальчишник в Паттайе» Франка Гастамбида, триллере «Торил» Лорана Тейссьера и драме «Аутсайдер» Кристофа Барратье.

## Фильмография
| Год  | Фильм                              | Роль            | Режиссёр                      | Примечания |
| ---- | ---------------------------------- | --------------- | ----------------------------- | --- |
| 2003 | «Увёртка»                          | Фрида           | Абделлатиф Кешиш              | Международный стамбульский кинофестиваль — специальный приз за актёрский ансамбль Международный кинофестиваль фильмов о любви в Монсе — Лучшая актриса Номинация — Премия «Сезар» самой многообещающей актрисе |
| 2004 | «Три девочки»                      | Лилия           | Жан-Лу Юбер                   | |
| 2005 | «Время умирать»                    |                 | Элеонора Вебер                | Короткометражный |
| 2005 | «Луи Паж»                          | Ясмин Туалби    | Бадреддин Мокрани             | Телесериал (1 эпизод) |
| 2006 | «Авеню Монтень»                    | Рашида          | Даниэль Томпсон               | |
| 2007 | «Кус-кус и барабулька»             | Ольфа           | Абделлатиф Кешиш              | |
| 2007 | «Я жду кого-нибудь»                | Фарида          | Жером Боннель                 | |
| 2007 | «Арабские ночи»                    | Ямина           | Пауль Киффер                  | |
| 2007 | Ravages                            | Радхия          | Кристоф Ламотт                | Телефильм |
| 2007 | «Рассказ моей дочери»              | Фадела          | Шанталь Пико                  | Телефильм |
| 2007 | «Репортёры (телесериал)»           | Ассиа           | Сюзанн Фенн и Айвен Страсберг | Телесериал (1 эпизод) |
| 2008 | «Париж»                            | Хадижа          | Седрик Клапиш                 | |
| 2008 | «Танжерин»                         | Амира           | Ирена фон Альберти            | |
| 2008 | Le soleil des ternes               | Турия           | Эрик Бу                       | Короткометражный |
| 2008 | «Девчонка-сорванец»                | Надиа           | Давид Дельрие                 | Телефильм |
| 2009 | «Прощай, Гари»                     | Нейма           | Нассим Амауш                  | |
| 2009 | «Я счастлив, что моя мать жива»    | Кассир          | Клод Миллер и Натан Миллер    | |
| 2009 | «Год Алжира»                       | Мириам          | Маи Бухада                    | Короткометражный |
| 2009 | «Комиссар Магеллан»                | Надиа           | Лоран Леви                    | Телесериал (1 эпизод) |
| 2010 | «Люди и боги»                      | Раббия          | Ксавье Бовуа                  | |
| 2010 | «Всё то, что сверкает»             | Сандра          | Жеральдин Накаш и Эрве Мимран | |
| 2010 | Dom Juan’s Street                  | Лейла           | Жером Мальде                  | Короткометражный |
| 2010 | Strike                             |                 | Саади Белге                   | Короткометражный |
| 2010 | «Братья»                           | Фарида          | Виржини Совёр                 | Телефильм |
| 2010 | «История жизней»                   | Самра           | Джулия Кордоньер              | Телесериал (1 эпизод) |
| 2010 | «Марион Маззано»                   | Айша Нахит      | Марк Анджело                  | Телесериал (2 эпизода) |
| 2010 | «Живые и мёртвые»                  | Саида           | Жерар Мордийя                 | Телесериал (8 эпизодов) |
| 2011 | Источник                           | Рашида          | Раду Михайляну                | |
| 2011 | Haram                              | Лейла           | Бенуа Мартин                  | Короткометражный |
| 2011 | La fille de sa mère                | Нора            | Эрик Бу                       | Короткометражный |
| 2011 | «Песнь русалок»                    | Самия           | Лоран Эрбье                   | Телефильм |
| 2011 | 5 fois Nathalie Baye               | Роза            | Эдуар Делюк                   | Телесериал (1 эпизод) |
| 2012 | «Иншалла»                          | Ранд            | Анаис Барбо-Лавалетт          | Jutra Award — Лучшая актриса второго плана Номинация — Genie Award За лучшую работы актрисы второго плана |
| 2012 | «Шутки в сторону»                  | Ясмин           | Давид Шарон                   | |
| 2012 | Fat Bottomed Girls Rule the World  | Лейла           | Флора Деспрат                 | Короткометражный |
| 2012 | La place du Maure                  | Нурия           | Лиза Диас                     | Короткометражный |
| 2012 | «Прохождение желания»              | Хадижа          | Жером Фулон                   | Телефильм |
| 2012 | «Манипуляции»                      | Филиппин Маклуф | Лоран Эрбье                   | Телефильм |
| 2012 | La collection donne de la voi(e)x  | Ясмин           | Эрнесто Онья                  | Телесериал (1 эпизод) |
| 2012 | Режим разрыва                      | Самиа           | Себастьен Ономо               | Телесериал (1 эпизод) |
| 2013 | «Прошлое»                          | Наима           | Асгар Фархади                 | Номинация CinEuphoria Award за лучший ансамбль |
| 2013 | «Мохамед Дюбуа»                    | Сабрина Кераб   | Эрнесто Онья                  | |
| 2014 | «Пусть Аллах благословит Францию!» | Навель          | Абд аль-Малик                 | |
| 2014 | «Оранцы»                           | Навель          | Лье Салем                     | |
| 2014 | «Выбившись из сил»                 | Катя            | Оливье Паншо                  | |
| 2015 | «Антиганг»                         | Надия           | Бенджамин Роше                | |
| 2015 | Сам не свой                        | Элиза Короне    | Стефан Капу и Лоик Потье      | Короткометражный |
| 2016 | «Паттайя»                          | Лилия           | Франк Гастамбид               | |
| 2016 | «Аутсайдер»                        | София           | Кристоф Барратье              | |
| 2016 | «Торил»                            |                 | Лоран Теисьер                 | |
| 2016 | «Лети как бабочка»                 |                 | Жером Маде                    | |
| 2016 | «Маман-детектив»                   | Надия Чокри     | Марк Фитусси                  | |
| 2016 | «Ночь в Париже»                    | Фаеза           | Эдуар Бер                     | |
| 2017 | «Голубой Маврикий»                 | Селин           |                               | |
| 2018 | «Такси 5»                          | Самиа Маклуф    | Франк Гастамбид               | |

## Театр
| Год  | Название                                                         | Автор                    | Режиссёр            | Примечания                    |
| ---- | ---------------------------------------------------------------- | ------------------------ | ------------------- | ----------------------------- |
| 2009 | «Разрывы» фр. Ruptures                                           | Caroline Nietsweski      | Caroline Nietsweski | Théâtre Montmartre Galabru    |
| 2013 | «Любовь на месте или emporter» фр. Amour sur place ou à emporter | Нум Диавара и Амель Шаби | Фабрис Эбуэ         | Théâtre du Gymnase Marie Bell |